# Kevevára község
Kevevára község (szerbül Општина Ковин / Opština Kovin) község Szerbiában, a Vajdaság Autonóm Tartományban. Egyike a Dél-bánsági körzet nyolc községének. A község területe 730 km². A község központja Kevevára. A község 10 településből áll. A községben a 2002-es népszámlálás adatai szerint 36 802 fő élt, a természetes szaporulat értéke pedig -3,3‰. A községben 13 általános iskola és 2 középiskola működik.

## Földrajz
A község déli határát a Duna képezi 46 km hosszúságban. Nyugaton Pancsova községgel, északon Alibunárral és Verseccel, keleten pedig Fehértemplommal határos. A községben van a Delibláti-homokpuszta legnagyobb része, 63%-a ill. 227,15 km².

## Népesség
A járásnak (az akkor ehhez a járáshoz tartozó Temessziget faluval együtt) 1910-ben 35383 lakosából 5355 fő magyar, 6587 fő német, 42 fő szlovák, 5705 fő román, 2 fő rutén, 31 fő horvát, 16795 fő szerb, 965 fő egyéb (legnagyobbrészt cigány, bolgár) anyanyelvű volt. Ebből 9484 fő római katolikus, 37 fő görögkatolikus, 279 fő református, 2487 fő ág. hitv. evangélikus, 22914 fő görögkeleti ortodox, 3 fő unitárius, 101 fő izraelita, 177 fő egyéb (legnagyobbrészt felekezeten kívüli "nazarénus") vallású volt. A lakosok közül 18412 fő tudott írni és olvasni, 9362 lakos tudott magyarul.

## Települések
- Deliblát (Deliblato)
- Dunadombó (Dubovac)
- Emánueltelep (Šumarak)
- Gálya (Gaj)
- Homokbálványos (Bavanište)
- Homokos (Mramorak)
- Kevepallós (Pločica)
- Kevevára (Kovin)
- Kisbálványos (Malo Bavanište)
- Székelykeve (Skorenovac)

## Etnikai összetétel
- szerbek (76,75%)
- magyarok (9,26%)
- románok (3,70%)
- cigányok (3,10%)

Minden település szerb többségű, kivéve Székelykevét, amely magyar, és Emánueltelepet, amely etnikailag vegyes összetételű (relatív magyar többségű).
1. ↑  2022 Serbia Census